# Adrian Gjølberg
Adrian Gjølberg (* 23. Februar 1989 in Tønsberg) ist ein ehemaliger norwegischer Radrennfahrer und Sportlicher Leiter.

## Werdegang
Adrian Gjølberg wurde in der Juniorenklasse 2007 Etappendritter beim GP Rüebliland, 2008 wurde er Dritter im Straßenrennen der norwegischen U23-Meisterschaft. Ende der Saison 2009 fuhr er für das Team Trek Adecco als Stagiaire, 2010 für das Continental Team Plussbank Cervélo. In der Saison 2010 gewann er eine Etappe beim Eidsvollrittet und zwei Etappen sowie die Gesamtwertung bei den Tønsberg 4-Dagers. 
Ab der Saison 2011 fuhr Gjølberg beim Continental Team Joker Merida. In seinem ersten Jahr dort gewann er eine Etappe bei der Tour of China, was sein einziger Erfolg während seiner Karriere blieb. Zur Saison 2014 wechselte er zum neu gegründeten norwegischen Continental Team Team FixIT.no. 2016 gewann er das Rennen Roserittet.
Nach drei Jahren bei FixIT.no beendete Gjølberg am Ende der Saison 2016 seine Karriere als Radsportler. Danach war er von 2017 bis 2019 als Sportlicher Leiter der Teams Team FixIT.noJoker Fuel of Norway tätig.

## Erfolge
2011
- eine Etappe Tour of China

2013
- Mannschaftszeitfahren Circuit des Ardennes